# Junge Deutsche Philharmonie
Junge Deutsche Philharmonie (Tyske ungdoms symfoniorkester) er et tysk symfoniorkester og består af et udvalg af de bedste elever fra de tyske musikkonservatorier. Orkesteret har hjemsted i Frankfurt og støttes af Bundesland Hessen. Det blev stiftet i 1974.